# جنگل شصت کلا
جنگل شصت کلا یکی از جنگل‌های نهفته استان گلستان در شهر گرگان می‌باشد که یکی از زیباترین وبکرترین جاذبه‌های گردشگری ایران است. جنگل شصت کلا در ۶کیلومتری جنوب غربی شهر گرگان قراره گرفته که جای مناسبی برای زندگی حیوانات مختلف است. گیاهان وقارچ‌های متنوعی در جنگل شصت کلا وجود دارد که بعضی از آن‌ها خواص دارویی مهمی دارند که در قسمتی از جنگل طرح جنگل داری دکتر بهرام نیا قرار دارد که مکان تحقیق دانشجویان هم می‌باشد.
رودخانه شصت کلا به طول تقریبی ۴۳ کیلومتر از دامنه‌های شمالی کوه قل بلاغ سرچشمه گرفته و با عبور از دره‌ها و سیراب نمودن روستای سیدمیران، به دشت گرگان و مازاد آن به رودخانه قره سو می‌ریزد. این رود در مسیر خود آبشارهایی همچون باران کوه را به وجود می‌آورد. آبشار شصت کلا در انتهای جنگل شصت کلا در ۲۲ کیلومتری جنوب غربی گرگان قرار دارد. آبشار شصت کلا در موقعیت جغرافیایی E5421 N3645 در استان گلستان واقع است. برای وارد شدن به این جنگل بزرگ راه‌های مختلفی وجود دارد. روستاهای زیادی در اطراف آن وجود دارد که به سمت هرکدام حرکت کنید به داخل جنگل راه دارند.